# Alejandro Limia
Oscar Alejandro Limia (Avellaneda, Provincia de Buenos Aires, Argentina; 18 de julio de 1975) es un exfutbolista y entrenador argentino que jugaba como guardameta. Actualmente está sin equipo.

## Trayectoria
Comenzó su carrera en Lanús en 1997, pero antes de jugar oficialmente tuvo su primera experiencia en España en el Badajoz durante 1998. La mayor parte de su carrera deportiva la desarrolló en Arsenal de Sarandí, donde jugó hasta 2005, habiendo obtenido en el 2002 el ascenso a primera, cuando fue adquirido por el Cádiz, como refuerzo por su ascenso Primera División de España. Aunque después de una temporada donde apenas jugó, descendió a la Segunda División.
Después de tres temporadas, volvió a la Argentina para incorporarse, durante el segundo semestre de 2008, a Huracán, donde no pudo revalidar sus antecedentes y debió emigrar a comienzos de 2009, tras ser apartado del plantel profesional por el técnico Ángel Cappa. Su destino fue el fútbol colombiano: América de Cali lo fichó tras la necesidad de un hombre de experiencia en el pórtico, luego de la salida del uruguayo Adrián Berbia y la lesión de quien había llegado inicialmente a reemplazar a Berbia, el también charrúa Alexis Viera. Al término de la temporada 2009 sale junto a otros 17 futbolistas del club.
A principios de 2010, se incorporó a Unión de Santa Fe, club con el que logró el ascenso a la Primera División en 2011, siendo el arquero titular, subcapitán y referente indiscutido del plantel.
Para la temporada 2011/2012 en la Primera División le fue asignado el dorsal número 1. Su primer partido fue recién en la 8.ª fecha del Clausura 2012 frente a Godoy Cruz de Mendoza, debido a la inesperada lesión del arquero titular Enrique Bologna. Atajó también ante Banfield, Arsenal e Independiente, redondeando un total de 4 partidos jugados en toda la temporada.
El 2 de noviembre de 2015 ingresó a los 90' en reemplazo de Esteban Andrada para disputar los últimos tres minutos de la victoria por 1 a 0 de Arsenal sobre Defensa y Justicia. Finalizado el partido, se retiró.
Desde 2016 integra el cuerpo técnico de Gastón Esmerado, siendo su ayudante de campo en Brown de Puerto Madryn, Temperley, Almagro (dos etapas), Nueva Chicago y Defensores de Belgrano.

## Estadísticas

### Como jugador
- Actualizado al final de su carrera deportiva

| Club                       | Div.                | Temporada           | Liga | Liga | Copa Nacional | Copa Nacional | Copa Internacional | Copa Internacional | Total | Total |
| Club                       | Div.                | Temporada           | PJ   | GR   | PJ            | GR            | PJ                 | GR                 | PJ    | GR    |
| -------------------------- | ------------------- | ------------------- | ---- | ---- | ------------- | ------------- | ------------------ | ------------------ | ----- | ----- |
| Lanús Argentina            |                     |                     |      |      |               |               |                    |                    |       |       |
| 1.ª                        | 1997/98             | 0                   | 0    | -    | -             | -             | -                  | 0                  | 0     |       |
| 1.ª                        | 2000/01             | 0                   | 0    | -    | -             | -             | -                  | 0                  | 0     |       |
| Total                      | Total               | 0                   | 0    | -    | -             | -             | -                  | 0                  | 0     |       |
| Badajoz · España           |                     |                     |      |      |               |               |                    |                    |       |       |
| 2.ª                        | 1998/99             | 0                   | 0    | -    | -             | -             | -                  | 0                  | 0     |       |
| Total                      | Total               | 0                   | 0    | -    | -             | -             | -                  | 0                  | 0     |       |
| Arsenal Argentina          |                     |                     |      |      |               |               |                    |                    |       |       |
| 2.ª                        | 1999/00             | 14                  | ?    | -    | -             | -             | -                  | 14                 | ?     |       |
| 2.ª                        | 2001/02             | 24                  | ?    | -    | -             | -             | -                  | 24                 | ?     |       |
| 1.ª                        | 2002/03             | 38                  | -38  | -    | -             | -             | -                  | 38                 | -38   |       |
| 1.ª                        | 2003/04             | 38                  | -38  | -    | -             | -             | -                  | 38                 | -38   |       |
| 1.ª                        | 2004/05             | 38                  | -38  | -    | -             | 6             | -8                 | 44                 | -46   |       |
| 1.ª                        | 2013/14             | 5                   | -6   | 0    | 0             | 2             | 0                  | 7                  | -6    |       |
| 1.ª                        | 2014                | 2                   | 0    | 0    | 0             | -             | -                  | 2                  | 0     |       |
| 1.ª                        | 2015                | 5                   | -11  | 0    | 0             | 1             | -1                 | 5                  | -12   |       |
| Total                      | Total               | 164                 | -131 | 0    | 0             | 9             | -9                 | 173                | -140  |       |
| Cádiz · España             |                     |                     |      |      |               |               |                    |                    |       |       |
| 1.ª                        | 2005/06             | 13                  | -19  | 2    | -2            | -             | -                  | 15                 | -21   |       |
| 2.ª                        | 2006/07             | 6                   | -8   | 1    | -1            | -             | -                  | 7                  | -9    |       |
| 2.ª                        | 2007/08             | 6                   | -10  | 0    | 0             | -             | -                  | 6                  | -10   |       |
| Total                      | Total               | 25                  | -37  | 3    | -3            | -             | -                  | 28                 | -40   |       |
| Huracán Argentina          |                     |                     |      |      |               |               |                    |                    |       |       |
| 1.ª                        | 2008/09             | 17                  | -28  | -    | -             | -             | -                  | 17                 | -28   |       |
| Total                      | Total               | 17                  | -28  | -    | -             | -             | -                  | 17                 | -28   |       |
| América de Cali · Colombia |                     |                     |      |      |               |               |                    |                    |       |       |
| 1.ª                        | 2009                | 25                  | -34  | -    | -             | -             | -                  | 25                 | -34   |       |
| Total                      | Total               | 25                  | -34  | -    | -             | -             | -                  | 25                 | -34   |       |
| Unión Argentina            |                     |                     |      |      |               |               |                    |                    |       |       |
| 2.ª                        | 2009/10             | 18                  | -25  | -    | -             | -             | -                  | 18                 | -25   |       |
| 2.ª                        | 2010/11             | 37                  | -37  | -    | -             | -             | -                  | 37                 | -37   |       |
| 1.ª                        | 2011/12             | 4                   | -3   | 1    | -2            | -             | -                  | 5                  | -5    |       |
| 1.ª                        | 2012/13             | 22                  | -35  | 1    | -1            | -             | -                  | 23                 | -36   |       |
| Total                      | Total               | 81                  | -100 | 2    | -3            | -             | -                  | 83                 | -103  |       |
| Total en su carrera        | Total en su carrera | Total en su carrera | 312  | -330 | 5             | -6            | 9                  | -9                 | 326   | -345  |

### Como asistente técnico
| Club                   | País      | Año       |
| ---------------------- | --------- | --------- |
| C.S.A Guillermo Brown  | Argentina | 2016-2017 |
| C.A Temperley          | Argentina | 2017-2018 |
| Almagro                | Argentina | 2019      |
| C.A Nueva Chicago      | Argentina | 2019      |
| Almagro                | Argentina | 2019-2021 |
| Defensores de Belgrano | Argentina | 2021      |
| Deportes Tolima        | Colombia  | 2023      |

## Palmarés

### Campeonatos nacionales
| Título         | Club               | País      | Año  |
| -------------- | ------------------ | --------- | ---- |
| Copa Argentina | Arsenal de Sarandí | Argentina | 2013 |

### Otros logros
| Título                                  | Club               | País      | Año                                      |
| --------------------------------------- | ------------------ | --------- | ---------------------------------------- |
| Ascenso a Primera División de Argentina | Arsenal de Sarandí | Argentina | Campeonato de Primera B Nacional 2001-02 |
| Ascenso a Primera División de Argentina | Unión de Santa Fe  | Argentina | Campeonato de Primera B Nacional 2010-11 |